# Trogoderma insulare
Trogoderma insulare là một loài bọ cánh cứng trong họ Dermestidae. Loài này được Chevrolat miêu tả khoa học năm 1863.